# Dialetto veneto settentrionale
Il veneto settentrionale, detto altrimenti trevigiano-feltrino-bellunese, è un gruppo di dialetti della lingua veneta.

## Storia, distribuzione e varianti
Il veneto settentrionale nasce come dialetto caratteristico di Treviso, esportato poi a Feltre e a Belluno a causa della sua predominanza politica e, di conseguenza, culturale. Dopo la conquista del Trevigiano da parte della Serenissima, la bassa pianura è stata influenzata dal dialetto veneziano.
Attualmente, quindi, la diffusione del veneto settentrionale è molto più limitata rispetto a un tempo. Si tratta inoltre di un gruppo dialettale poco omogeneo e al suo interno è possibile individuare alcune peculiari varianti.
La parlata di Treviso e dei dintorni è vicinissima al veneziano, dalla quale si differenzia soprattutto a livello intonativo. Influenzato dal veneziano è anche il triangolo - definito da Giovanni Mafera - avente come lati la Feltrina, la Pontebbana e il Piave, grazie alla breve distanza con il capoluogo e alla frequenza delle comunicazioni dovuta alle due strade. La parte ovest della sua provincia è inoltre permeata da influssi padovani e, per quanto riguarda la Valcavasia occidentale, vicentini.
Dopo il ponte di Vidor, con Pederobba, inizia l'area di interferenza trevigiano-bellunese, che si conclude in val Belluna con il bellunese propriamente detto, caratterizzato inoltre da numerose influenze della lingua celtica e longobarda. Ma a sinistra del Piave, Vidor e Valdobbiadene mostrano una maggiore affinità al feltrino-bellunese che al trevigiano di pianura e, proseguendo verso Vittorio Veneto lungo la Vallata, predominano i tratti oltremontani, tanto da dover parlare di "basso bellunese".
A nord, il dialetto bellunese sfuma nelle parlate veneto-ladine (agordino e zoldano) fino a quelle più propriamente ladine del Cadore. Appartiene ai dialetti feltrini anche il primierotto, fuori dai confini regionali.
Nella pianura di Sinistra Piave, in particolare lungo la direttrice Conegliano-Oderzo-San Donà di Piave e presso la costa veneziana tra Piave e Livenza, si parla un dialetto molto conservativo, noto come rustico liventino, che forma una zona di interferenza con il friulano da Polcenigo fino all'area di Portogruaro.

## Caratteristiche

### Fonetica
Il veneto settentrionale si caratterizza per la presenza di foni interdentali, in particolare la fricativa /ð/ che tende a risolversi nell'occlusiva /d/ quando si trova in posizione forte (iniziale o postconsonantica). Si ha quindi freða ("fredda"), ma spuldar ("spulciare").
I fenomeni metafonetici sono invece poco diffusi.

### Caduta delle vocali
La caratteristica fondamentale rispetto agli altri dialetti veneti è però la debolezza delle vocali finali; il fenomeno, già presente nel basso trevigiano (perlomeno per le parole terminanti in -èl, suffisso risultante dal latino -ĕllus), tende sempre più a scomparire man mano che ci si avvicina all'area del bellunese. Si dirà quindi bèl anziché bè(l)o ("bello"), fèr anziché fèro ("ferro"), tosàt anziché tosàto ("ragazzo"), ma anche lof invece di lovo ("lupo"), foc invece di fogo ("fuoco"), ledàn invece di leàme ("letame"). Questa peculiarità risulta ancora diffusa in alcuni termini sandonatesi (gat "gatto", mat "matto") nonostante i forti influssi veneziani.
La caduta delle vocali è causa di un altro importante fenomeno, ovvero la riduzione delle consonanti sonore a sorde in posizione finale: ad esempio "caldo" diventa calt al maschile, mentre al femminile è calda, come in italiano; "freddo" è frét al maschile, ma freða al femminile; "gioco" diventa ðoc (in altri dialetti suona zogo e ziogo).
Interessante è inoltre l'esempio di pés che può significare "peso" o "pesce" (in veneziano è rispettivamente péso /pezo/ e pésse /pese/). Il friulano risolve le omonimie usando diverse lunghezze vocaliche (in questo caso pês e pès), ma il veneto settentrionale non conosce fatti del genere.
In alcuni casi la caduta delle vocali finali fa sì che sia impossibile distinguere il maschile singolare e il maschile plurale. Fanno eccezione i nomi terminanti in [l] (porθèl e porθèi, e non porθèli) e, almeno nel bellunese, quelli terminanti in [n] (balcón e balcoi, e non balcóni).

### Particolarità verbali
Le varianti feltrino-bellunesi presentano alcune tipicità nella coniugazione dei verbi:
- la prima persona singolare termina in /e/ (mi parle, mi bate), analogamente all'antico pavano e ai dialetti ladini e gallo-italici in genere
- la seconda persona singolare termina in /a/ (ti te parla) e in /e/ (ti te bate), riduzioni di forme in /as/ e in /es/
- la prima persona plurale finisce in /on/ (fón "facciamo"), similmente all'antico pavano in /om/
- l'imperfetto si rende con /ea/ (parléa) alla seconda persona singolare e terza persona singolare e plurale, e con /ee/ (batée) alla prima persona singolare
- il condizionale presenta delle forme arcaiche in /ae/, da accostare all'antico veneziano in /ave/ (farae "farei"); nella Sinistra Piave predominano forme in /ie/ (faríe)[senza fonte]
- le forme interrogative sono del tipo (g)atu? ("hai?"), creditu? ("credi?"), diverse dal veneziano gastu?, credistu?
- le forme di "essere" e "avere" sono più conservate nel feltrino-bellunese (é, ò), mentre nel trevigiano sono analoghe al veneziano (xé, gò)

### Lessico
Assolutamente particolare è il lessico, viste le caratteristiche di parlata alpina e conservatrice. Si citano quali esempi zampedon, θampedon "arconcello", dòrc "fieno di secondo taglio", féda "pecora", giàsena "mirtillo nero", piòl "ballatoio", solva "talpa"; nelle aree più montane si ricordano dasa "fronda di abete" e festìl "abbeveratoio".
Numerose parole della montagna veneta e trentina sono poi passate all'italiano quali termini tecnici di ambito alpinistico: bàita, casera, cengia, cròda, pala.